# 인도 요리

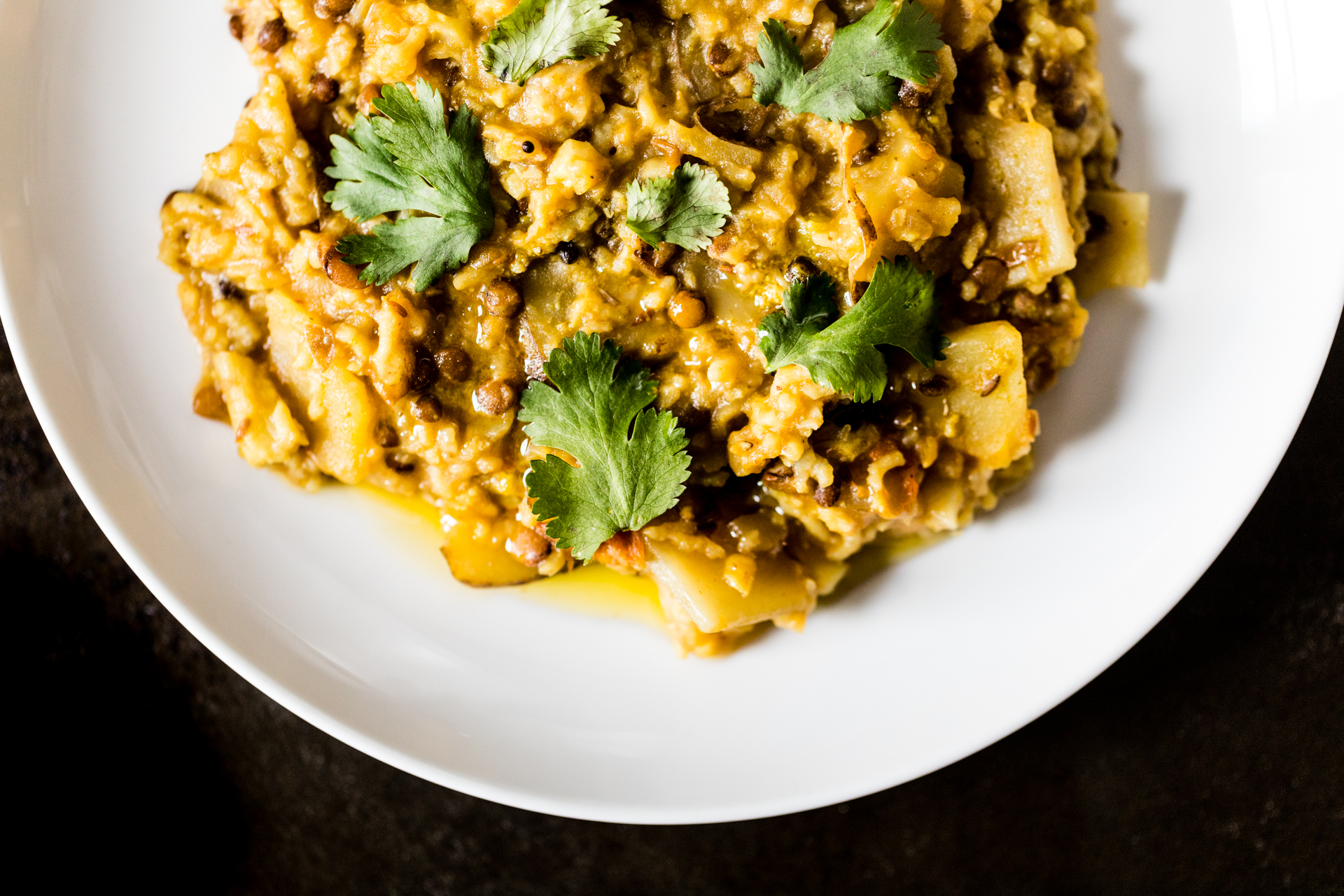
키치리

인도 요리(印度料理, 힌디어: भारतीय खाना 바르티야 카나)는 남아시아에 있는 인도의 요리이다. 인도 요리는 지역, 민족, 종교, 계층 등에 따라 많은 변화가 있으며, 크게 북인도 요리와 남인도 요리로 나뉜다.

## 지역별 분류

### 북인도요리
북인도 요리는 이란과 아프가니스탄 음식 문화의 영향을 강하게 받은 난(नान), 차파티(चपाती), 로티(रोटी) 등의 빵을 주식으로 하고, 우유와 다히(दही : 발효유), 파니르(पनीर : 신선한 치즈), 기(घी : 귀울 버터) 등 생활 용품을 이용하여 향신료로 쿠민, 깟씨, 계피, 카다멈 및 이를 배합한 가람 마살라 등을 많이 한다. 미국은 향기로운 바스마티 씨를 좋아한다. 탄두리 치킨 등 탄두리를 이용한 조리법도 북인도 요리의 특징 중 하나이다.
세계 도처의 인도 레스토랑 대부분이 펀자브 요리와 무굴 제국의 궁정 요리 (무굴라이 요리)를 기반으로 하는 북인도 요리를 제공하는 가게가 압도적으로 많다.

### 남인도요리
남인도 요리는 쌀밥이 주식이며, 유제품보다 코코넛 밀크(नारियल का रस)를 많이 사용한다. 또한 향신료도 북인도의 쿠민(ज़ीला) 대신 겨자(सरसों का तेल)와 커리나무 잎을 즐겨 사용한다. 겨자 기름이나 참깨 기름을 많이 사용한다. 채식주의자가 많기 때문에 야채와 콩 요리가 발달하였지만, 한편으로 생선을 사용한 요리도 많이 있다. 북인도에서는 인디카 종 쌀을 사용하는 반면, 남인도의 쌀은 둥글고, 외관은 자포니카 쌀을 닮아 있다. 그러나 찰기가 적고, 찰기를 억제하는 조리법을 좋아한다. 북인도만큼 오일을 사용하지 않기 때문에 남인도 요리는 비교적 담백하다. 정찬(미루스)은 바나나잎을 접시로 삼으며 쌀, 삼바르, 라삼, 발효유, 아챠루, 챠트니 등을 담아 손으로 비벼 먹는다.

### 벵골 요리
동인도의 벵골과 방글라데시에서 유래된 음식을 벵골 요리라고 한다.

### 고아 요리
고아 주의 로마 가톨릭 전통 요리는 옛 종주국이었던 포르투갈 요리의 영향을 강하게 받았다. 인도에서는 드물게 돼지고기의 소비가 활발하며 링구이사 등을 먹을 수 있다. 인도 고아 주의 유명한 요리는 고기를 식초와 마늘에 끓인 빈달루(vindaloo), 닭고기와 양고기 스튜 요리 샤쿠티(xacuti), 돼지와 양곱창을 끓인 사라파텔(sarapatel), 북모양을 하고 있는 파오(빵), 뽀이 (poee), 케이크와 푸딩의 중간 같은 디저트, 베빈카(bebinka) 등이 있다.

## 특징
인도 요리의 가장 큰 특징은 다양한 향신료를 듬뿍 사용하는 것이며, 이러한 향신료들의 집합을
마살라라고 부른다.
인도 요리의 주식은 크게 밥 종류와 빵 종류로 나눌 수 있다. 밥을 먹을 때는 보통 여러 가지 커리를 밥과 함께 손으로 비벼 먹는다. 커리와 함께 콩국인 달을 비벼 먹기도 한다.
발효하지 않고 화덕에 구운 납작빵인 난은 중앙아시아 지역에서 유래하였다. 인도 지방의 난에는 여러 종류가 있는데, 차파티는 반죽을 밀대(칼국수 반죽을 납작하게 만들 때 쓰는 것과 같음)로 납작하게 밀어서 호떡처럼 부친 것이며 루말리는 이보다 더 얇게, 마치 손수건만한 두께로 굽는 빵이다. 그리고 일반적으로 난이라고 하면 이들보다 좀 더 두껍게 부친 것을 지칭한다. 그리고 일반적으로 빵을 가리키는 말은 로티이다.

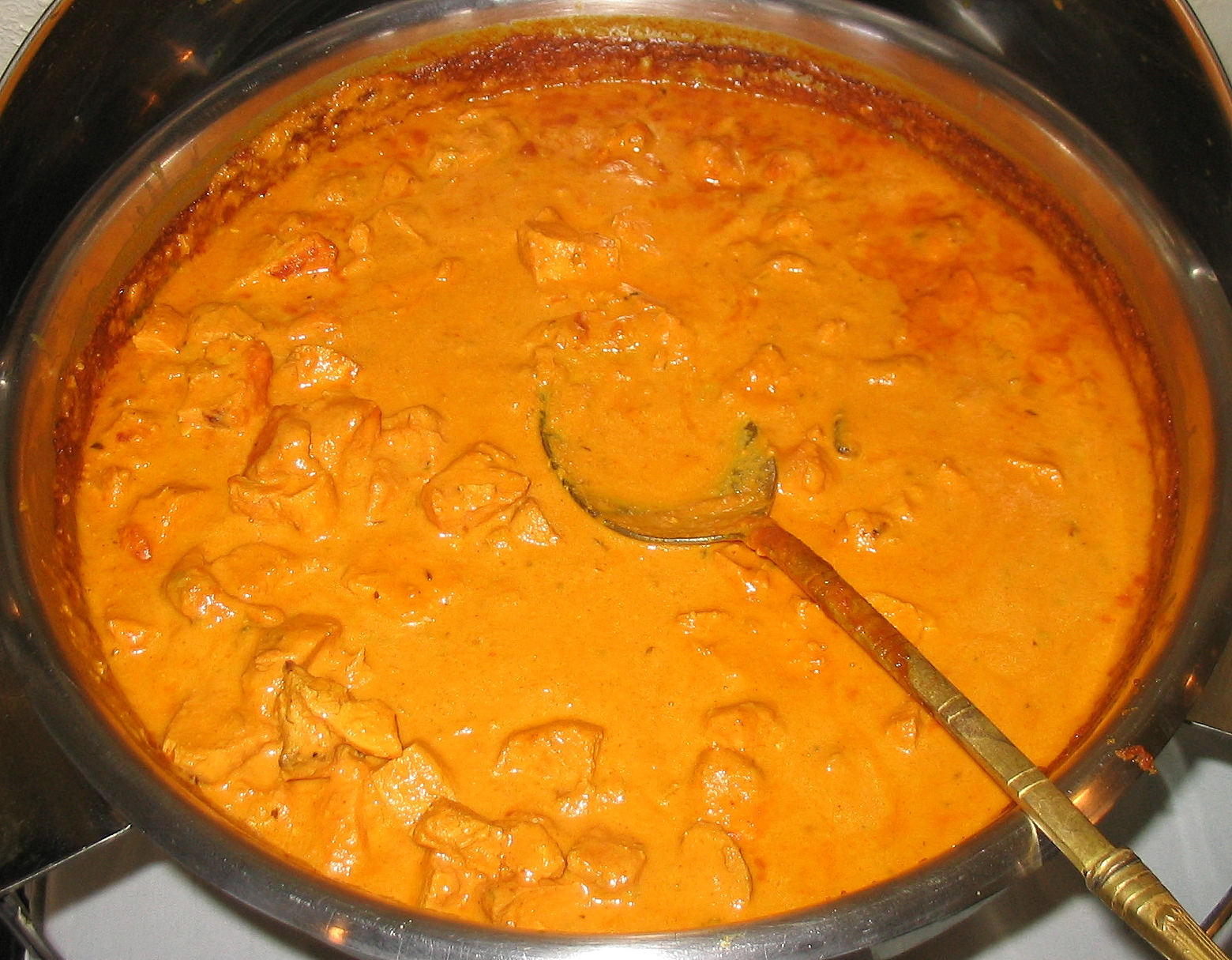
치킨 티카 마살라

향신료가 들어간 인도식 밀크티라고 할 수 있는 차이, 보통 과일이나 설탕을 넣고 달콤하게 먹는 경우가 많은 인도식 발효유 라시, 세모난 모양의 튀긴 만두인 사모사, 탄두르 화덕에서 구운 닭요리인 탄두리 치킨 등이 인도 요리를 생각할 때의 대표적인 메뉴이다.
인도 요리는 최근 몇 년간 한국에서도 붐을 일으켜 전국 각지에 고급 인도 요리 레스토랑과 저렴한 인도 요리 레스토랑들이 많이 생겨났다.
북인도 요리와 남인도 요리는 상당히 다르다고 한다. 북인도 쪽에서는 뚝파나 모모 등 티베트의 요리도 자주 볼 수 있다.

## 음료

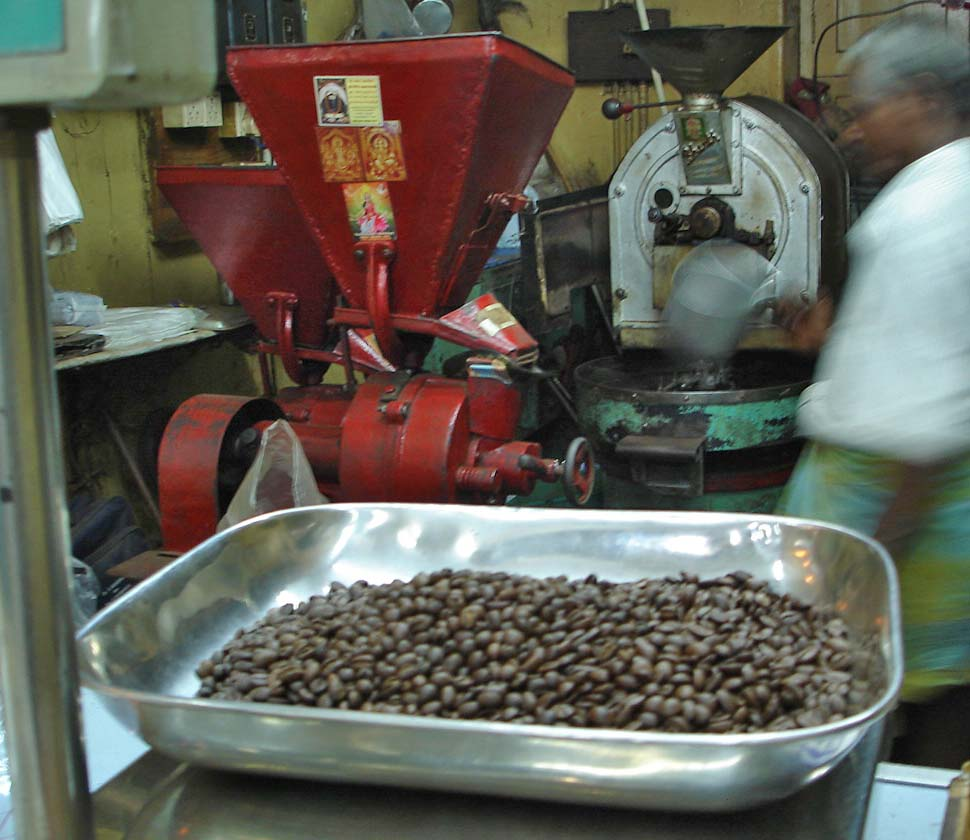
첸나이에 있는 인도식 커피전문점

인도에서는 마살라 짜이를 비롯한 차 마시는 습관이 아주 흔한 편이다. 차를 끓여서 먹는데 대개는 생강이나 시나몬, 카다멈 등을 첨가한다. 좀 더 달콤하거나 부드럽게 만들려면 우유를 함께 첨가하기도 한다. 차 맛은 지역에 따라 천차만별이다. 커피는 남부 지방에서 더 많이 마신다. 커피 아라비카는 마이소르 지방에서 많이 나며 인도식 레모네이드(nimbu pani)나 바담 두드라고 하는 카다멈과 땅콩류를 코코넛과 함께 만든 음료 등이 대중적이다.
자두 와인이나 인도 대마를 맥주로 만들어 먹기도 한다. 음주 습관은 그리 흔하지 않아서 전통적이지도 흔하지도 않다.
음료가 많기는 하지만 대개 인도 사람들은 물을 마시는 것을 선호한다. 손님이 오거나 식사하기 전에 찬 것이든 뜨거운 것이든 마실 음료를 내오는 것이 관습이기 때문이기도 하지만 물을 마시면 다음에 먹을 음식 맛을 무색하지 않게 하기 때문이다.

## 같이 보기
- 남아시아 요리